# Широке (Ташлинський район)
Широ́ке (рос. Широкое) — село у складі Ташлинського району Оренбурзької області, Росія.
Стара назва — Царевський.

## Населення
Населення — 230 осіб (2010; 302 у 2002).
Національний склад (станом на 2002 рік):
- татари — 46 %
- росіяни — 42 %